# K-1E6
K-1E6は、ウクライナの鉄道車両メーカーであるタトラ＝ユークが展開する路面電車車両。エジプトのアレクサンドリア市電向けに開発された車種で、2019年から営業運転を開始した。

## 概要・運用
エジプトの大都市・アレクサンドリアを走るアレクサンドリア市電のうち、市内中心部を走る系統（El-Medina）では1969年にデンマークのコペンハーゲン市電から譲渡されたデュワグ製の2車体連接車（デュワグカー）が長年に渡って使用されていた。だが2010年代に入ると老朽化が顕著となり、施設の近代化と合わせてこれらの車両の置き換えも課題となっていた。そこで、アレクサンドリア市電を運営するアレクサンドリア市交通局は世界各地の鉄道車両メーカーを対象とした新型電車の入札を実施し、2017年にウクライナに本社を置くタトラ＝ユークとの間に24年間のメンテナンスを含む15両分の契約を交わした。これを受けてタトラ＝ユークが開発したのが、ウクライナ初のアフリカ向け路面電車車両となるK-1E6である。
片側の車体（前方車体）に運転台を有する2車体連接車で乗降扉も右側面にのみ存在し、前方車体に1箇所、後方車体に2箇所両開き式の折り戸が設置されている。車内は床上高さ900 mmの高床式構造になっており、乗降の際にはステップを介する必要がある。また、車内には冷暖房双方に対応した空調が完備されており、アレクサンドリアの高温環境に対応するため通常の空調装置に加えて緊急時に作動する冷房装置も搭載される他、万が一双方に障害が発生した場合に備えて側窓は開閉可能な構造になっている。集電装置には前方車体にシングルアーム式パンタグラフが、後方車体に市内線で用いるポールが搭載されている。台車は騒音や振動を抑えるため防振ゴムを挟んだ弾性車輪が用いられる。これらの設計においてはアレクサンドリア市側の要望も多数織り込まれており、環境対策に加えて運用や保守におけるコスト削減も念頭に置かれている。
2018年に車両が公開された後、翌2019年からアレクサンドリア市電で営業運転を開始しており、2020年までに発注分15両全車の導入が完了している。

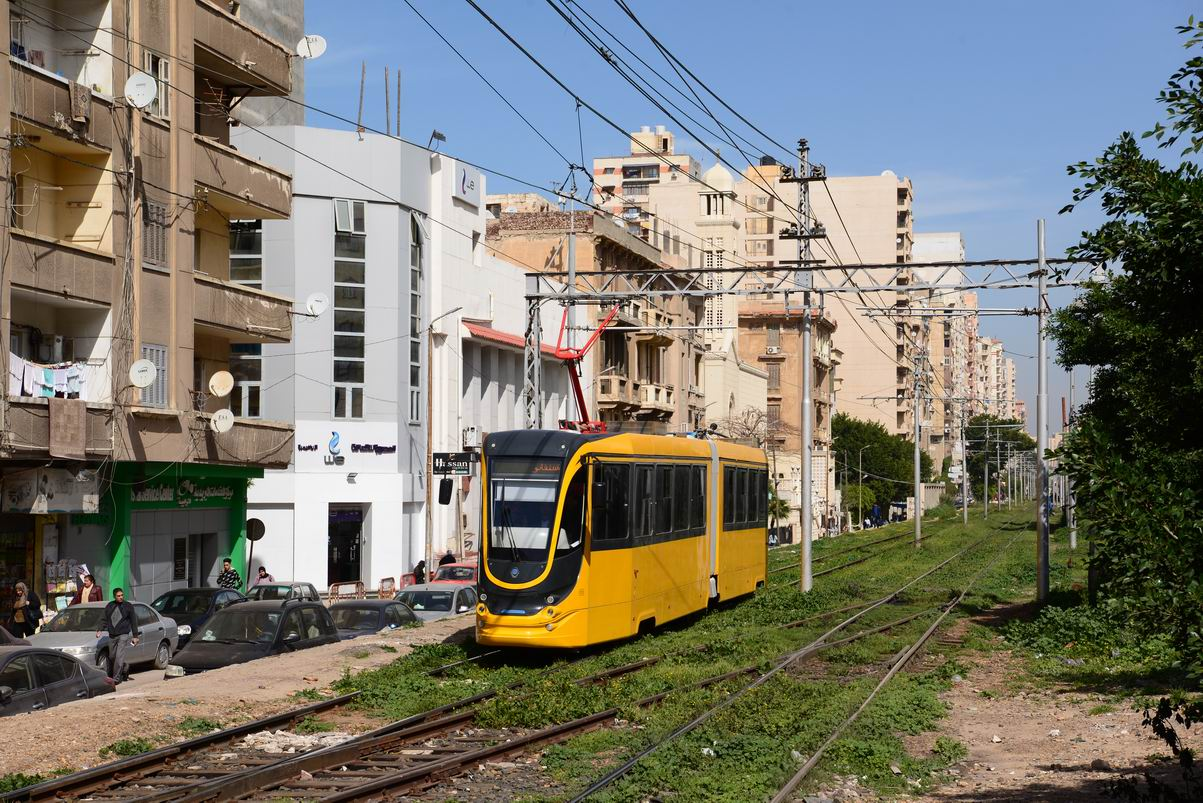
K-1E6（2020年撮影）